# Peter Bürger
Pour les articles homonymes, voir Bürger.
Peter Bürger, né le 6 décembre 1936 à Hambourg et mort le 11 août 2017 à Berlin, est un professeur allemand de littérature.

## Biographie
Peter Bürger est surtout connu pour son œuvre Theorie der Avantgarde.

## Distinction
Peter Bürger obtient la médaille Carl-Friedrich-Gauß en 2006 pour services rendus exceptionnels dans le domaine de la littérature, l’esthétique et la philosophie de la modernité.

## Œuvres traduites en français
- La Prose de la modernité [« Prosa der Moderne »], trad. de Marc Jimenez, Paris, Éditions Klincksieck, coll. « Esthétique », 1994, 419 p.  (ISBN 2-252-02957-9)
- Théorie de l’avant-garde [« Theorie der Avantgarde »], trad. de Jean-Pierre Cometti, Paris, Éditions Questions théoriques, coll. « Saggio Casino », 2013, 199 p.  (ISBN 978-2-917131-26-8)[3]

### En anglais
- (en) Peter Bürger, Bettina Brandt et Daniel Purdy, « Avant-Garde and Neo-Avant-Garde: An Attempt to Answer Certain Critics of Theory of the Avant-Garde », New Literary History, The Johns Hopkins University Press, vol. 41, no 4,‎ 2010, p. 695-715 (ISSN 1080-661X, DOI 10.1353/nlh.2010.0034, lire en ligne)

## Pour approfondir
- (en) Richard Murphy, Theorizing the Avant-Garde: Modernism, Expressionism, and the Problem of Postmodernity, Cambridge, R-U, Cambridge University Press, 1999, 336 p.  (ISBN 0-521-64869-6)[4]